# Kash Patel
Kashyap Pramod "Kash" Patel (Garden City, 25 de fevereiro de 1980) é um advogado e ex-promotor norte-americano que atua como diretor do Federal Bureau of Investigation desde 2025. Patel atuou como diretor interino da Agência de Álcool, Tabaco, Armas de Fogo e Explosivos de fevereiro a abril de 2025.
Patel estudou justiça criminal e história na Universidade de Richmond e se formou na Faculdade de Direito da Universidade Pace. Em 2005, ele começou a trabalhar como defensor público no Condado de Miami-Dade, Flórida, e mais tarde como defensor público federal para o Distrito Sul da Flórida. Patel começou a trabalhar como funcionário júnior no Departamento de Justiça em 2012, tornando-se promotor na Divisão de Segurança Nacional em 2013 e trabalhando na Divisão Antiterrorismo em 2014. Em 2017, ele se tornou assessor sênior de Devin Nunes, presidente do Comitê Permanente de Inteligência da Câmara.
Em fevereiro de 2019, Patel ingressou na diretoria de Organizações e Alianças Internacionais do Conselho de Segurança Nacional. Em 2020, ele foi nomeado assessor de Richard Grenell, o diretor interino de inteligência nacional, tornando-se o principal vice-diretor de inteligência nacional até maio, quando retornou ao Conselho de Segurança Nacional. Em novembro, depois que o presidente Donald Trump demitiu Mark Esper do cargo de secretário de defesa, Patel foi nomeado chefe de gabinete do secretário de defesa interino Christopher C. Miller. Naquele ano, Trump estava envolvido em um plano para destituir o diretor do FBI, Christopher A. Wray, e em um esforço separado para destituir a diretora da Agência Central de Inteligência, Gina Haspel, que teria levado Patel a se tornar vice-diretor de qualquer uma das agências.
Em abril de 2022, ele foi nomeado para o conselho do Trump Media & Technology Group. Ele fundou a Kash Foundation, uma instituição de caridade para ajudar os participantes do ataque ao Capitólio dos Estados Unidos em 6 de janeiro a pagar as custas judiciais. Patel promoveu várias teorias da conspiração sobre o estado profundo, falsas alegações de fraude na eleição presidencial de 2020, QAnon, vacinas contra COVID-19 e o ataque ao Capitólio em 6 de janeiro.
Em novembro de 2024, Trump anunciou que demitiria Wray do cargo de diretor do FBI e nomearia Patel como seu substituto. Ele compareceu perante o Comitê Judiciário do Senado em janeiro de 2025. Pouco tempo depois, ele foi nomeado diretor interino do Departamento de Álcool, Tabaco, Armas de Fogo e Explosivos, mas em março foi substituído. Patel é a primeira pessoa de ascendência sul-asiática a servir como diretor do Federal Bureau of Investigation.

## Biografia
Kashyap Pramod Patel nasceu em 25 de fevereiro de 1980 em Garden City, Nova York. Seu pai trabalhava como contador no setor de aviação. A família morava em uma área residencial de classe média alta em Long Island. Ele alegou ser do Queens, mas isso se mostrou falso.
Ele estudou na Universidade de Richmond, na Virgínia, e depois na Universidade Pace, onde se formou em Direito. Tornou-se advogado e esperava entrar em uma empresa de sucesso para aumentar sua renda, mas não foi contratado. Ingressou no Departamento de Justiça, onde ficou encarregado do combate ao terrorismo. Depois de um julgamento fracassado, no qual compareceu sem suas vestes de advogado, sentiu-se humilhado e deixou a administração federal.
Ele foi contratado como consultor por Devin Nunes, um representante republicano envolvido na campanha presidencial de Donald Trump em 2016 e futuro diretor da Truth Social. Ele aproveitou a oportunidade para acertar contas com o Departamento de Justiça, principalmente ao passar informações para o canal conservador Fox News.

## Carreira jurídica
Ele serviu como funcionário do Conselho de Segurança Nacional, chefe de gabinete do Secretaria de Defesa dos Estados Unidos em exercício e conselheiro sênior do diretor em exercício da Inteligência Nacional, tudo isso durante o primeiro mandato de Donald Trump. Leal a Trump, Patel foi nomeado pelo presidente eleito em novembro de 2024 para suceder Christopher Wray como diretor do Federal Bureau of Investigation.
Membro do Partido Republicano, Patel foi nomeado conselheiro sênior para contraterrorismo da Comissão de Inteligência da Câmara em 2017, bem como diretor sênior da Direção de Contraterrorismo do Conselho de Segurança Nacional em 2019. Ele trabalhou como assistente sênior do deputado Devin Nunes durante seu mandato como presidente da Comissão de Inteligência da Câmara. Enquanto trabalhava com Nunes, Patel desempenhou um papel fundamental em ajudar os republicanos nas investigações sobre Donald Trump e a “interferência russa” nas eleições de 2016. Patel foi fundamental na redação do memorando Nunes em 2018, que denunciava a falsificação do pedido do FBI para um mandado de vigilância de um colaborador da campanha eleitoral de Trump em 2016.
Durante a audiência antes da confirmação de sua nomeação na Comissão do Senado dos Estados Unidos em 30 de janeiro de 2025, Patel prometeu que, como diretor do FBI, investigaria o anticatolicismo dentro do Bureau e, acima de tudo, a publicação da lista Epstein e a rede de pedofilia a ela afiliada. Com a Operação “Restore Justice”, Patel confirmou sua linha antipedofilia, prendendo 200 pedófilos e indivíduos afiliados a essa rede.
Em 2013, Patel foi designado para a Divisão de Segurança Nacional como procurador. Ao mesmo tempo, ele atuou como contato jurídico para o Comando Conjunto de Operações Especiais. Em Janeiro de 2014, Patel assumiu um cargo júnior na Divisão de Contraterrorismo. Ele deixou o Departamento de Justiça em 2017, dizendo mais tarde que o ímpeto para sua saída foi a resposta do departamento à eleição presidencial de 2016.
Em fevereiro de 2020, o Politico relatou que Patel havia se tornado conselheiro sênior de Richard Grenell, o diretor interino de inteligência nacional. Após a renúncia de Andrew P. Hallman, Patel tornou-se o principal vice-diretor de inteligência nacional. Patel esteve envolvido na revisão do pessoal do escritório. Ele retornou como diretor sênior da diretoria de contraterrorismo do NSC depois que John Ratcliffe foi confirmado como diretor de Inteligência Nacional em maio.

### Chefe de gabinete do secretário de defesa (2020–2021)
Em novembro de 2020, Trump demitiu Esper, nomeando Christopher C. Miller como secretário de defesa interino. Patel foi nomeado chefe de gabinete de Miller. Patel supervisionou os esforços de transição do Departamento de Defesa durante a transição presidencial de Joe Biden. Ele enfrentou acusações de que estava bloqueando intencionalmente a transição. O Departamento de Defesa negou esses relatórios, afirmando que havia delegado sua responsabilidade a outro funcionário de transição. Patel apoiou uma proposta interna para separar a Agência de Segurança Nacional do Comando Cibernético dos Estados Unidos. Documentos fornecidos ao Comitê Seleto da Câmara sobre o ataque de 6 de janeiro e relatos de autoridades alegam que Patel discutiu a segurança no Capitólio antes e durante o ataque de 6 de janeiro, e que ele contatou repetidamente Mark Meadows, chefe de gabinete de Trump, no dia do ataque.
Em janeiro de 2021, a Axios relatou que Trump tentou nomear Patel como vice-diretor da Agência Central de Inteligência em dezembro de 2020. Em resposta, a directora da CIA, Gina Haspel, ameaçou demiti-lo. No jogo anual Exército-Marinha daquele mês, Mark Milley, o presidente do Estado-Maior Conjunto, confrontou o chefe de gabinete da Casa Branca, Mark Meadows, perguntando repetidamente e em voz alta se Patel iria substituir Wray ou Haspel. Em abril de 2022, Patel disse a uma audiência que tinha aconselhado Trump a despedir altos funcionários do Departamento de Justiça.

## Carreira pós-governo (2021–2024)

### Investigações sobre Donald Trump
Em setembro de 2021, Patel foi intimado pelo Comitê Seleto da Câmara sobre o ataque de 6 de janeiro. Além disso, o comité solicitou que Patel se submetesse a um interrogatório. Em seus esforços para examinar os esforços de Trump para invocar a Lei da Insurreição e declarar a lei marcial para anular a eleição de 2020, o comitê solicitou as comunicações de Patel relacionadas ao "estabelecimento da lei marcial, solicitações para estabelecer a lei marcial ou análise jurídica da lei marcial" e "todos os documentos e comunicações relacionados" à Lei da Insurreição.
Em Junho de 2022, Trump solicitou que a Administração Nacional de Arquivos e Documentos concedesse a Patel e ao jornalista John Solomon acesso aos registos da administração com as designações sendo revogadas em outubro de 2023. Como parte da investigação do FBI sobre o manuseio de documentos governamentais por Trump, promotores federais tentaram fazer com que Patel testemunhasse perante um grande júri. Ele compareceu duas vezes perante um grande júri em outubro de 2022, invocando repetidamente a Quinta Emenda em sua primeira aparição.

## Diretor do Federal Bureau of Investigation (2025–presente)
Em 29 de novembro de 2024, o presidente eleito Donald Trump anunciou Patel diretor do Federal Bureau of Investigation (FBI) em seu novo governo, que assumirá oficialmente o cargo em 20 de janeiro de 2025. Sua confirmação pela Comissão Judiciária do Senado dos Estados Unidos gerou um longo debate; ele é confirmado no cargo em 20 de fevereiro de 2025.
Em 8 de fevereiro de 2025, o The Washington Post revelou que Kash Patel recebeu US$ 25.000 da Global Tree Pictures, uma produtora cinematográfica com sede em Los Angeles e dirigida por Igor Lopationok, cineasta russo-americano pró-Kremlin. A quantia recompensa sua participação em um filme sobre Donald Trump produzido para o canal de Tucker Carlson. No filme, ele demonstra sua intenção de fechar a sede do FBI e transformá-la em um museu sobre o Estado profundo.
Patel compareceu perante o Comitê Judiciário do Senado em 30 de janeiro. Ele se posicionou como isolado de Trump, discordando da decisão deste de perdoar os réus do ataque ao Capitólio em 6 de janeiro. O senador Peter Welch perguntou repetidamente a Patel se Joe Biden venceu a eleição presidencial de 2020 ; Patel disse que a eleição foi "certificada", mas não disse explicitamente que Biden venceu. O Comité Judiciário votou a favor da sua nomeação por 12-10, de acordo com as linhas partidárias, em 13 de Fevereiro.
Em 20 de fevereiro, Patel foi confirmado pelo Senado em uma votação de 51–49. Todos os senadores republicanos, excepto Susan Collins e Lisa Murkowski, votaram para confirmá-lo e todos os senadores democratas opuseram-se à sua nomeação. Patel foi empossado no dia seguinte pela procuradora-geral Pam Bondi.
Em 24 de fevereiro, Patel foi nomeado diretor interino do Bureau de Álcool, Tabaco, Armas de Fogo e Explosivos. Em 9 de abril, a Reuters informou que ele havia sido substituído por Daniel P. Driscoll, o secretário do exército.